# 霍洛机场
霍洛机场（英語：Jolo Airport）是菲律宾苏禄省省会霍洛的机场，也是該省唯一的機場。